# Château d'Ussé
Le château d'Ussé se trouve à Rigny-Ussé, en Indre-et-Loire (région Centre-Val de Loire, France). Il fait partie des châteaux de la Loire.
Domaine privé ouvert à la visite, il appartient au 7e Duc de Blacas.
Il fait l'objet  de multiples protections au titre des monuments historiques : un classement depuis le 15 avril 1931 pour la chapelle, un classement le 18 janvier 1951 pour les façades et les toitures du château, les fossés, les terrasses, les façades et les toitures des pavillons d'entrée et des communs, l'orangerie et le parc et une inscription le 2 mars 1927 pour toutes les autres parties du château non classées.

## Localisation
Le château est situé à 33 km à l'ouest de Tours et à 14 km de Chinon, sur la commune de Rigny-Ussé. Il est bâti au bord d'un bief qui prend l'eau dans l'Indre, un affluent de la Loire, et qui alimentait le moulin jusqu'au 26 novembre 1892.

## Historique
Le site est habité depuis la Préhistoire, comme l'attestent les traces retrouvées sur les lieux. On note également une présence gallo-romaine (petit tumulus et tombes), et certaines rumeurs en font le domaine du gallo-romain Uccius ; en effet, ces riches propriétaires ont souvent laissé leur nom aux petites agglomérations qui y sont apparues devenues paroisses puis communes.
Cité au VIe siècle sous le nom d'Ucerum (chronique de Turons), le site d'Ussé, adossé à la forêt de Chinon, occupe un espace stratégique, contrôlant la route de Chinon, et la navigation de la Loire et de l'Indre.
Le premier seigneur connu d'Ussé fut en 1004, Guelduin/Gelduin/Gilduin Ier de Saumur (dit le diable de Saumur), seigneur de Saumur, d'Ussé et de Pontlevoy, portant les couleurs des comtes de Blois Thibaut II puis Eudes II (deux frères, comtes de Blois en 996-1004 puis 1004-1037 ; le Saumurois et la Touraine relevaient alors des comtes de Blois, mais le comte d'Anjou Foulque Nerra s'employait à les leur enlever). Il édifia la première forteresse en bois.
Son fils Guelduin II lança en 1040 la construction en pierre d'un premier château.
En 1099, Olivier d'Ussé est le seigneur des lieux. Sa famille semble conserver la seigneurie jusqu'au XIVe siècle, et l'époux de Marie d'Amboise, fille d'Ingelger d'Amboise et dame de Saint-Calais, autre Olivier d'Ussé qui vendit Saint-Calais à Jean III de Bueil vers 1391-1393, semble bien être l'un de ses membres. Au tournant des XIVe et XVe siècles, Ussé passe aux familles de Montjean puis de Bueil. Jeanne, fille de Vaslin d'Ussé, épouse Briant V de Montjean, d'où Jean de Montjean, père lui-même de Jeanne de Montjean mariée à Jean V de Bueil, fils de Jean IV et petit-fils de Jean III qu'on vient d'évoquer.
Vers la fin de la guerre de Cent Ans, en 1424, Jean V de Bueil (1405/1406-1478), comte de Sancerre et amiral de France, seigneur d'Ussé et capitaine notable des armées du roi, membre d'une des plus illustres familles tourangelles, fait construire la structure de base du château actuel. Il meurt en 1478.
Son fils Antoine (né vers 1440/1445 et mort après 1506), comte de Sancerre en 1478 et sire d'Ussé en 1456, épouse en 1462 Jeanne de Valois, fille de Charles VII et d'Agnès Sorel, qui lui apporte une dot de 40 000 écus d'or. Dans les années 1460, il entreprend la reconstruction du château dans le style du XVe siècle. Surendetté, Antoine de Bueil vend Ussé à Jacques d'Espinay en 1485.
D'origine bretonne, Jacques d'Espinay (v. 1445/1450-v. 1521), seigneur de Segré, est le fils du chambellan du duc François II de Bretagne. Il devient lui-même chambellan des rois Charles VIII et Louis XII, puis accède à la fonction de grand-maître de l'hôtel de la reine. Il poursuit les travaux du château et fonde en 1521 la collégiale, destinée à devenir la chapelle funéraire de sa famille.
Son fils Charles d'Espinay et sa belle-fille Lucrèce de Pons poursuivent les travaux. Leur fils René leur succède en 1534. La chapelle, dédiée à sainte Anne, est consacrée le 11 août 1538.
Lui-même criblé de dettes, René d'Espinay vend le château en 1557 à Suzanne de Bourbon-Montpensier (1508-1570), fille de Louis de Bourbon-Vendôme, prince de La Roche-sur-Yon et de la duchesse Louise de Bourbon-Montpensier, épouse en 1529 de Claude Ier de Rieux, comte d'Harcourt (mort en 1532).
La fille de Suzanne de Bourbon, Louise de Rieux (c.1531-c.1570), comtesse d'Harcourt, apporte le domaine à son époux René de Lorraine-Guise, marquis d'Elbeuf. Toujours par mariage, Ussé passe ensuite à Henri de Savoie, duc de Nemours, qui meurt en 1632 : car la fille de René et Louise de Rieux, Marie de Lorraine d'Elbeuf (1555-1605), avait épousé en 1576 son cousin Charles Ier de Lorraine, duc d'Aumale (1555-1631), et leur fille Anne d'Aumale (1600-1638) se maria en 1618 à Henri de Savoie, duc de Nemours (1572-1632).
Après une succession de propriétaires (ainsi, en 1653 et 1658, on trouve Christophe Fournier de Blamécourt puis François-Armand Fournier du Plessis), le château est acquis en 1659 par Thomas Bernin, marquis de Valentinay, secrétaire du Roi ; c'est en 1664 qu'il fait aménager les jardins d'après des dessins de Le Nôtre.

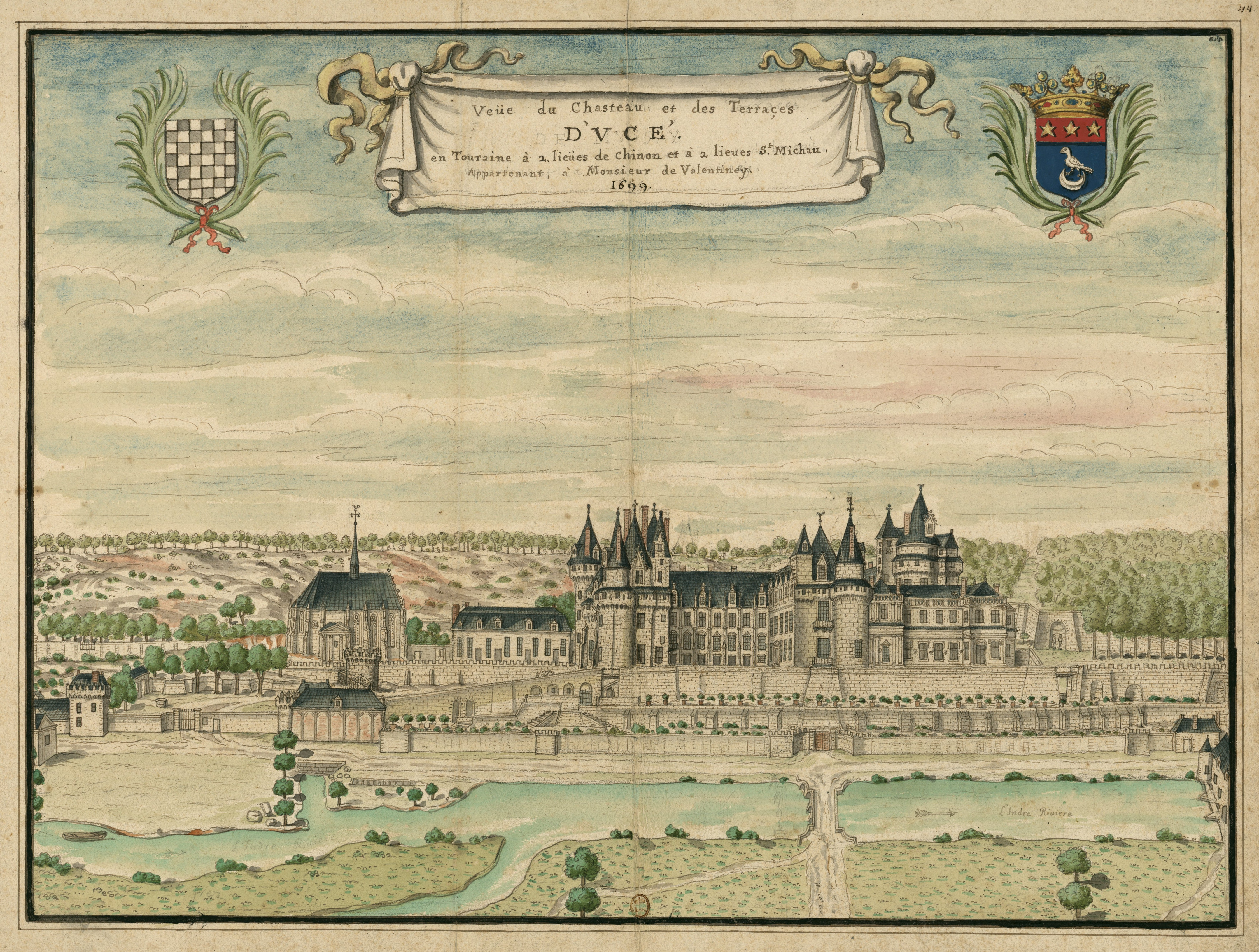
Dessin coloré représentant le château d'Ussé, 1699.

En septembre ou décembre 1700, la châtellenie d'Ussé est érigée en marquisat en faveur de Louis Ier Bernin de Valentinay (c.1627-1709 ; fils de Thomas), receveur général des finances à Tours, contrôleur général de la Maison du roi, ami de Charles Perrault qu'il recevra plusieurs fois au château. Le domaine comprenait également les terres de Rivarennes (voir à cet article) et Bréhémont.
Il est écrit dans le dossier : « La Seigneurie d'Ussé est très considérable, et d'une grande étendue, consistant en un château avec cinq grosses tours et fermé de fossés à fond de cave et pont-levis, dans l'enceinte duquel est une église (chapelle actuelle), qui en est la paroisse où il y a un Chapitre composé d'un Doyen et de cinq chanoines de la Fondation des Seigneurs du dit lieu, avec un parc de soixante arpents, clos de murs, et avec tous les ornements qui peuvent rendre une terre capable de porter un titre éminent ».
Le fils de Louis Ier, Louis II Bernin de Valentinay (1663-1740), marquis d'Ussé, épouse en janvier 1691 Jeanne-Françoise Le Prestre de Vauban, décédée le 14 novembre 1713, seconde fille du maréchal de France.
Ils auront trois enfants : Louis III Sébastien, marquis d'Ussé (1696-1772 ; sans postérité), et deux filles dont la cadette sera religieuse à Sainte-Marie-de-Saint-Denis, et l'aînée Henriette-Magdeleine, dernière marquise d'Ussé, restera sans postérité. Vauban viendra d'ailleurs plusieurs fois au château et plusieurs plans de fortification y furent réalisés. Il est au demeurant l'auteur de la construction « italienne » et des terrasses du château, ainsi que de l'allée dite des Cavaliers.
Voltaire y aurait séjourné et écrit une partie de La Henriade.
En 1780, les lointains descendants et héritiers des Bernin de Valentinay (Anne-Claude Bonnin de La Bonninière, 2e marquis de Beaumont,,,) vendent le château aux Rohan-Guéméné-Montbazon (notamment Charles-Alain-Gabriel), qui le cèdent en août 1785 à Louis-Vincent Roger de Chalabre, dernier seigneur d'Ussé, entrepreneur de jeux et manieur d'argent lié à la reine Marie-Antoinette, avec l'ensemble du marquisat : Rigny, Rivarennes, Bréhémont. 
En 1807, Amédée-Bretagne-Malo de Durfort, duc de Duras, revenu d'Angleterre et après avoir racheté le château de Duras, acquiert le château d'Ussé sur les Roger de Chalabre. Les cèdres du Liban ramenés de Terre sainte en 1817 par François-René de Chateaubriand pour son amie Claire de Kersaint, épouse du duc de Duras, sont encore visibles près de la chapelle. L'écrivain y aurait rédigé une partie des Mémoires d'outre-tombe.
Louis XVIII offrit aux châtelains d'alors son portrait, encore accroché au mur de l'escalier d'honneur.
L'architecte français Pierre-Charles Dusillion, qui restaura et « compléta » le château d'Azay-le-Rideau, fut également employé à Ussé ; il fut l'auteur vers 1835 de l'hôtel particulier du 14, rue Vaneau à Paris (VIIe) de style néo-Renaissance, dont la façade fut ornée par le sculpteur Molknecht.
La dernière des Durfort de Duras, Claire-Louise-Augustine-Félicité (1798-1883 ; fille aînée du duc Amédée-Bretagne-Malo ; sans postérité de ses deux mariages qui l'avait faite princesse de Talmont puis comtesse de La Rochejaquelein), transmet le domaine d'Ussé à son petit-neveu le comte Bertrand de Blacas : Bertrand était le fils de Xavier de Blacas (1819-1876), dernier fils du duc Pierre-Louis-Jean-Casimir de Blacas d'Aulps (1771-1839) et de sa femme Félicie-Georgine de Chastellux-Duras (1830-1897 ; mariée en 1849 ; nièce de Félicité de Durfort de Duras, elle était la fille d'Henri-Louis de Duras-Chastellux (1786-1863) et de Clara de Durfort de Duras (1799-1863), fille cadette du duc Amédée-Bretagne-Malo de Durfort de Duras). Le fils de Bertrand, le comte Louis de Blacas, a pour fille héritière Hélène de Blacas (1921-2005), qui épouse son cousin le 6e duc Pierre de Blacas d'Aulps (1913-1997) ; leur fils Casimir-Marie-Bertrand-Michel, 7e duc de Blacas d’Aulps, né à Ussé en 1943, devient ensuite propriétaire du domaine d'Ussé.
Pendant la Seconde Guerre mondiale, le château d'Ussé servit de dépôt de repli, notamment pour une partie des collections de la Bibliothèque nationale de France et de la bibliothèque du Sénat. Les caisses contenant ces collections précieuses étaient principalement entreposées au sein du château dans le donjon, la galerie centrale et la chapelle.

## Description
Le château présente deux styles architecturaux, l'un d'inspiration médiévale et gothique et l'autre de la Renaissance. La cour intérieure présente un exemple de ces deux styles.
La première partie des travaux menée par Antoine du Bueil de construction commence au début des années 1460 en reprenant un château déjà existant. L'aile ouest est élevée d'abord, suivie de l'enceinte sud et de la tour sud-est, dite « donjon ». Il s'agit du logis principal, qui conserve cet usage jusqu'au XXe siècle. Elle était desservie par une tour d'escalier à vis dans l'angle de la cour, disparu. Au fur et à mesure du chantier, les parties hautes s'enrichissent d'un décor de plus en plus flamboyant. Le résultat est proche des constructions contemporaines de Langeais et du Plessis-Bourré.
L'aile est, plutôt datée des années 1485-1515, est réalisée sous Jaques d'Espinay. Formant châtelet d'entrée et chapelle, elle abandonne l'aspect forteresse au profit de modèles résidentiels très ornés de l'époque de Charles V, comme au Louvre.
Le château sera achevé dans son aspect actuel au XVIIe siècle. Le mur fermant la cour au nord est abattu pour ouvrir la vue sur le paysage, comme à Chaumont ou La Rochefoucauld. L'escalier à vis est remplacé par grand degré à quatre noyau intégré dans le logis, bossages et frontons remplacant les ornements gothiques, reproduisant les quelques ornements renaissance introduits par Jaques d'Epinay vers 1510. L'aile orientale est largement reprise pour l'harmoniser avec ces modifications. Vers 1670 la galerie reliant les deux ailes, qui comportait probablement à l'origine des hautes baies ouvertes sur la cour, est fermée par deux niveaux de fenêtres.
On conserve un projet de vaste rampe d'accès avec pont-levis envisagé en 1660.
Les jardins à la française ont été inspirés par Le Nôtre, le jardinier de Louis XIV.

### Intérieur

#### Hall d'entrée
Le hall d'entrée se situe dans la partie du château datant du XVe siècle. L'escalier vis-à-vis a été réalisé au XIXe siècle par Madame de la Rochejacquelein. On y voit deux commodes italiennes d'époque Renaissance, et à droite, sur un panneau de bois sculpté, l'Ange Saint-Michel, du XVIe siècle, provenant des stalles de la chapelle.

#### Salle des Gardes
La salle des gardes était l'entrée du château au XVe siècle. Elle était accessible par un pont-levis, aujourd'hui à l'emplacement d'une fenêtre. Le plafond du XVIIe siècle est peint en faux marbre, selon une technique italienne de trompe-l'œil.
La salle des Gardes abrite la collection d'armes et objets orientaux (principalement indiens), rapportés au XIXe siècle par le comte Stanislas de Blacas : un guerrier indien du XVIIIe siècle, un kouttar (arme indienne de un ou deux mètres et qui servait à la chasse aux tigres), des armes d'apparat en argent finement ciselé, incrustées de jade, d'ivoire, et d'émail, un coffre syrien en bois de cèdre incrusté de nacre, sur lequel est disposée une collection de miniatures peintes sur ivoire qui représentent les principaux monuments des Indes dont le Taj Mahal.
On peut observer les souvenirs présentés dans la seconde vitrine, dus au duc de Blacas (1770-1839), tandis que la grande vitrine de gauche est réservée à un thème différent chaque année. Au-dessus, la généalogie du duc de Duras (portrait de gauche), propriétaire du château en 1807.
Dans la pièce attenante sont rassemblées des porcelaines de Chine et du Japon.

#### Salon Vauban
Ancienne chapelle médiévale (l'abside était à l'emplacement des fenêtres actuelles), cette pièce fut restaurée au cours de l'hiver 1995.
Le salon est meublé d'un cabinet italien en ébène et poirier noirci (le bois qui l'imite le mieux), incrusté d'ivoire, de nacre et de lapis-lazuli, datant du XVIe siècle, et refermant quarante-neuf tiroirs secrets, ainsi qu'un « bureau Mazarin» (meuble français du XVIIe siècle), marqueté en bois de citronnier et de rose. Le reste du mobilier est de style Régence (début du XVIIIe siècle), entièrement démontable (à châssis), afin de changer de tissu, suivant les saisons.
Les murs sont décorés de trois tapisseries de Bruxelles, datant du XVIe siècle, représentant le thème biblique de David et Goliath, de la même époque que les tapisseries de David et Bethsabée du musée national de la Renaissance, au château d'Écouen.
Sont également exposés un portrait de Madame de Maintenon, une peinture sur bois du XVIIe siècle Le Repas de Balthazar (au-dessus de la cheminée), ainsi que, au-dessus du bureau, un portrait de Chateaubriand , ami de la propriétaire d'alors, la duchesse de Duras.
Femme écrivain, elle fut connue pour deux romans : Édouard et Ourika, qui lui vaudront en récompense le vase en porcelaine de Sèvres exposé lui aussi dans le salon, offert par Louis XVIII, sur lequel figure une scène du roman Ourika.

#### Ancienne cuisine
Avec sa voûte en tuffeau sculpté en berceau, il s'agit de la plus ancienne pièce du château. La salle était autrefois le débouché d'un souterrain creusé directement dans les fondations. Aujourd'hui condamné, il débouchait au milieu de la forêt de Chinon, et permettait de se sauver en cas de siège du château.
On peut y observer des tapisseries d'Audenarde, datant du XVIIe siècle, ainsi qu'un coffre gothique du XVe siècle.

#### Grande galerie
Au XVe siècle, il s'agissait d'un passage en arcades, ouvert sur la cour qui fut transformé en logis au cours des XVIIe et XIXe siècles ; elle relie les ailes Est et Ouest du château.
On peut y admirer une collection de tapisseries de Bruxelles, du XVIIIe siècle, réalisées d'après des cartons de David Teniers le Jeune. Au centre, un buste de Louis XIV d'après Bernini (l'original est au château de Versailles). On peut également observer une série de médaillons du XIXe siècle, provenant de la ville de Faenza, en Italie (d'où le nom de faïence). Sur la gauche, un coffre de mariage français de style Renaissance.

#### Grand escalier

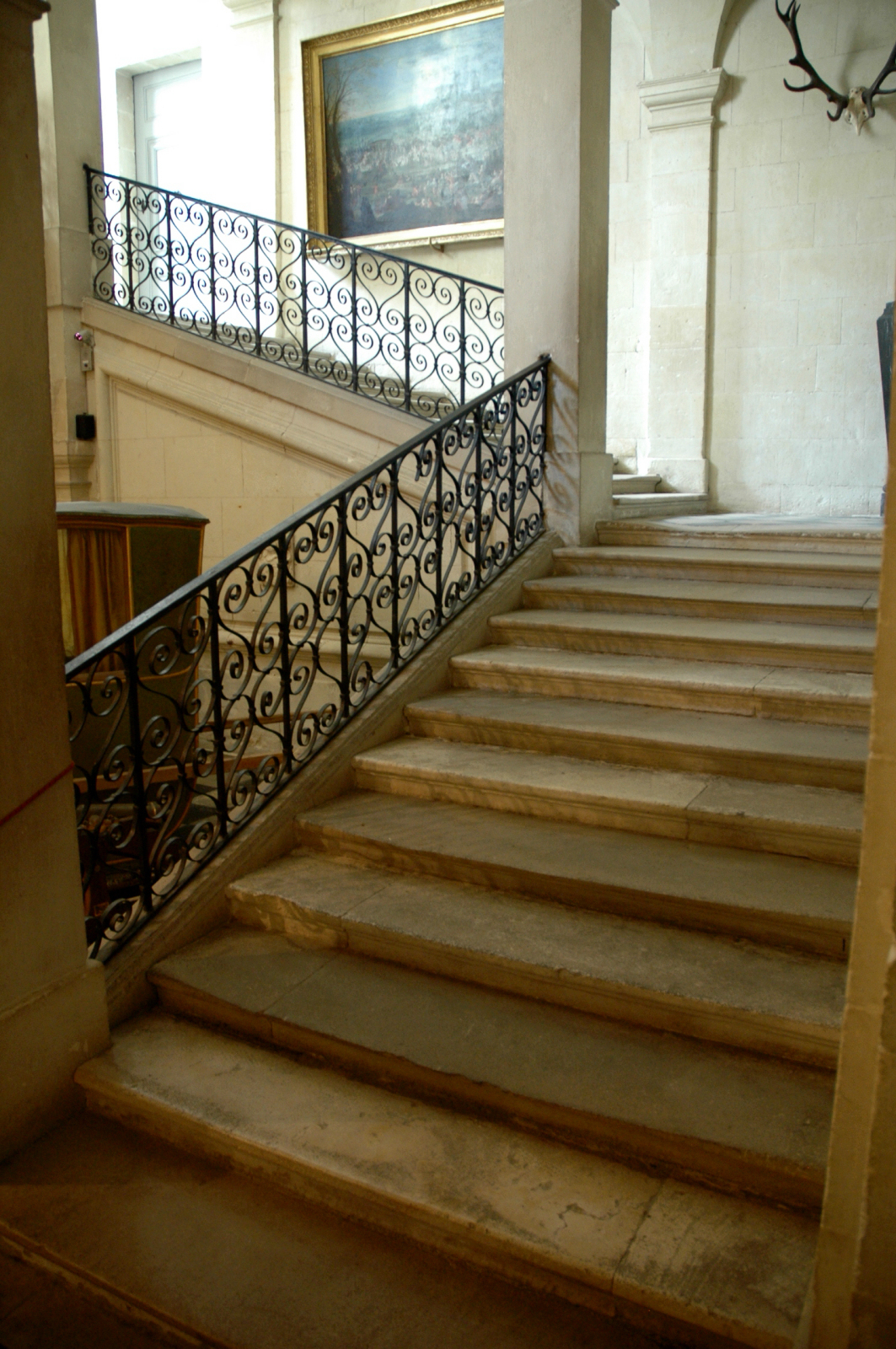
Le grand escalier.

Le grand escalier droit du château, à rampe en fer forgé, est d'inspiration italienne du XVIIe siècle. On peut y voir une chaise à porteur du XVIIIe siècle, une paire de bottes de postillon (2 kg chacune), qui ont inspiré Charles Perrault, une commode espagnole de voyage, du XVIIe siècle, ainsi qu'un canon du XIXe siècle, provenant du château de Beaupréau, qui a servi lors de la  naissance du duc de Blacas en 1943 pour annoncer sa naissance.
En haut de l'escalier, une tapisserie de Beauvais du XVIIIe siècle représentant une scène mythologique, un grand portrait de Louis XVIII, ainsi que le Sacre de Louis XV à Reims, peint en 1772, d'après le tableau de Martin des batailles au château de Versailles.

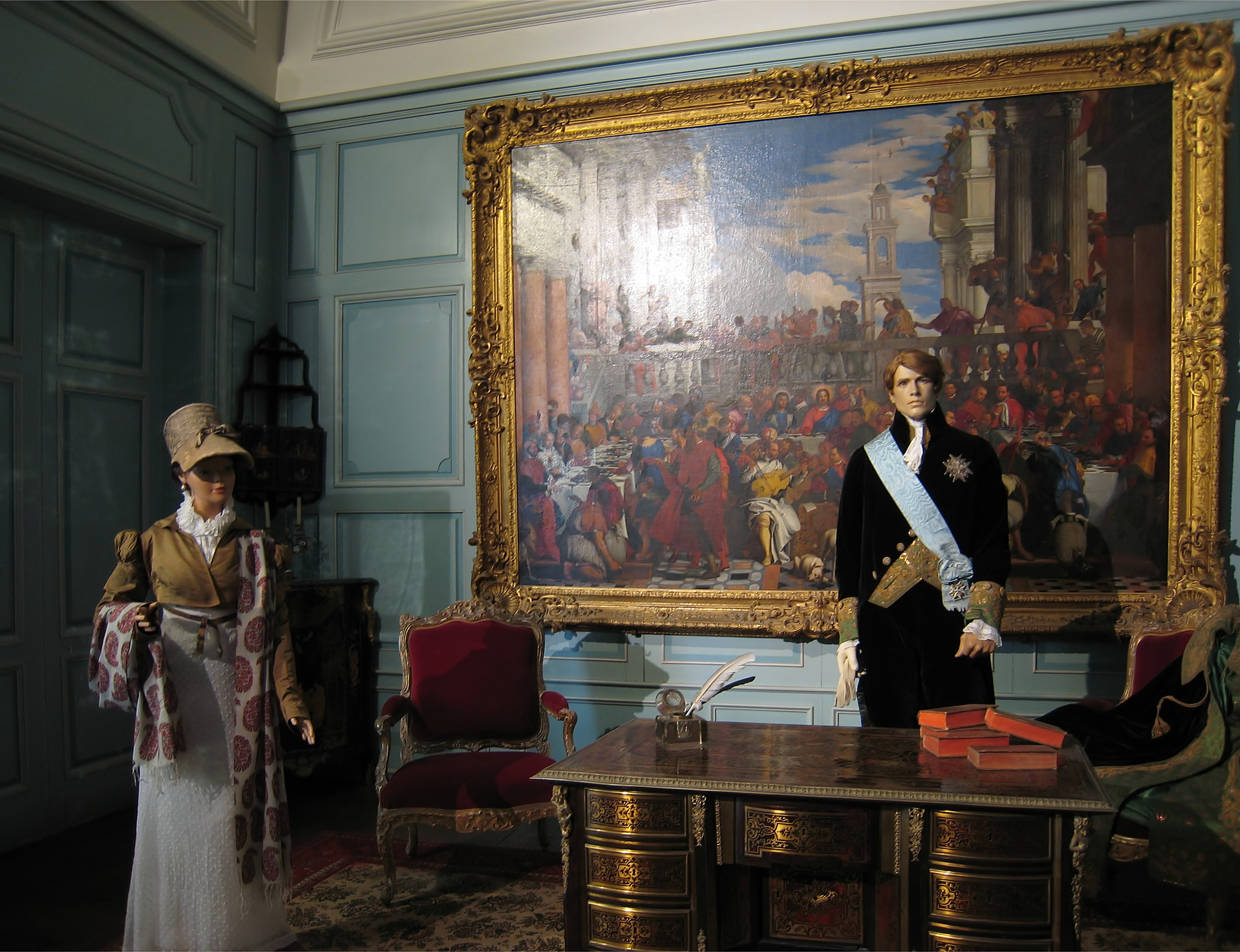
Vue de l'antichambre et de la copie des Noces de Cana.

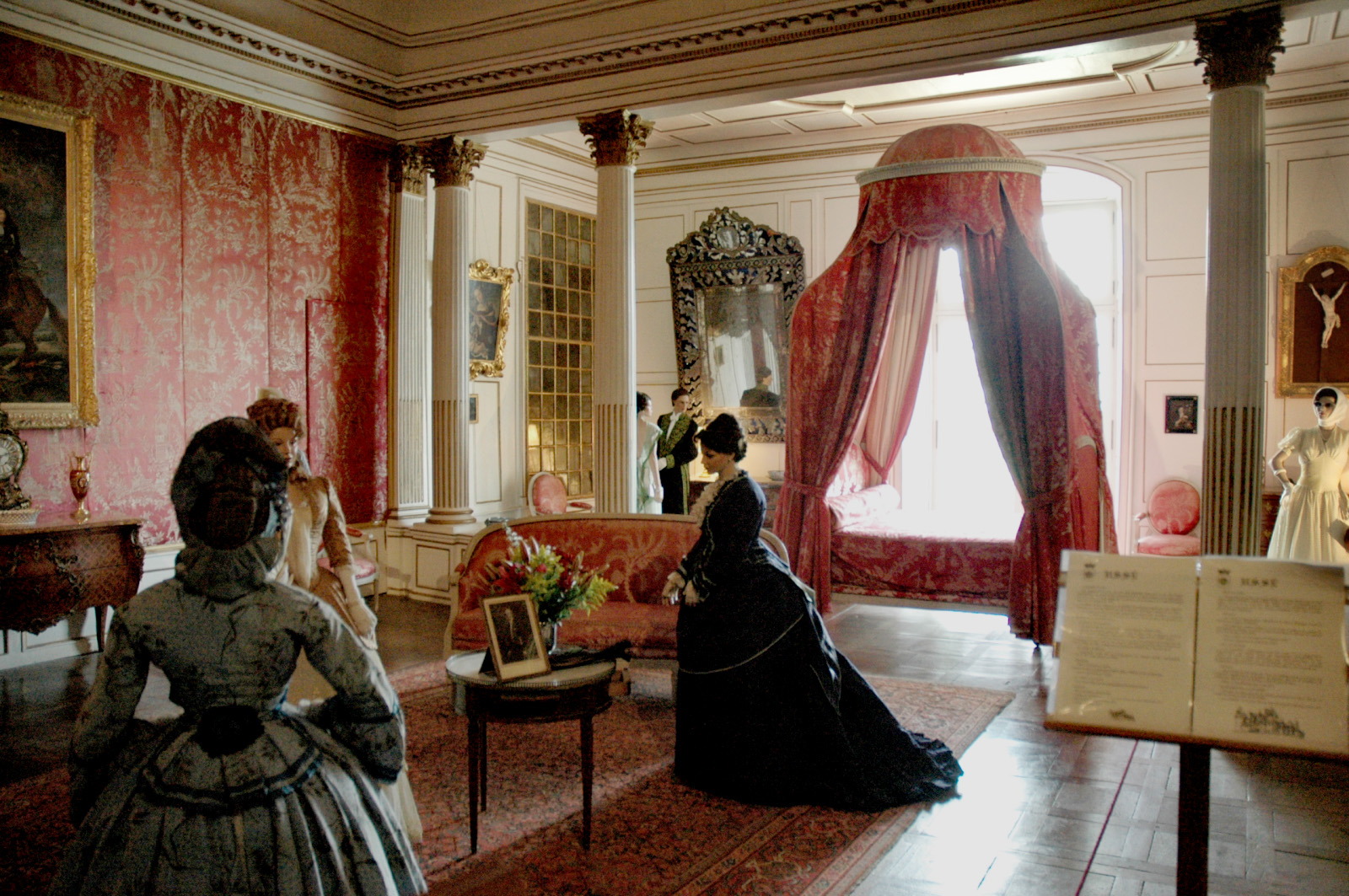
La chambre du Roi.

#### Antichambre
Réalisée au XVIIe siècle lors de l'aménagement des appartements royaux, elle est meublée d'un bureau de style Boulle (XVIIIe siècle). Les murs sont ornés de deux portraits en pastel du poitevin Jean Valade (1710-1787), ainsi que d'une copie des Noces de Cana de Véronèse. Dans les angles, des laques de Chine du XVIIIe siècle.

#### Chambre du Roi
Cette pièce a été restaurée en 1995.
Les soieries du XVIIIe siècle, (dites gros de Tours rouge cerise), aux motifs d'inspiration chinoise, ont été réalisées dans les manufactures de Tours. L'ensemble du mobilier date de 1770. Le salon et le lit à baldaquin (dit à la polonaise) sont de style Louis XVI. Le miroir de Venise date du XVIIe siècle. Les quatre commodes sont de styles différents : deux de style Régence, une de style Louis XV et la dernière de style Transition. Le parquet en chêne à caissons date du XVIIe siècle.
La chambre du Roi possède également une collection de portraits : à droite de la fenêtre, Louis XIV, d'après Rigaud ; à gauche, Madame Victoire ; au-dessus de la cheminée, Mademoiselle de Blois, princesse de Conti, et enfin un portrait équestre du prince de Conti.

### Collégiale Notre-Dame
Construite entre 1521 et 1535 par Charles d'Espinay et son épouse Lucrèce de Pons, la collégiale d'Ussé, dédiée à la Vierge et à sainte Anne, fait office d'oratoire privé et de chapelle funéraire. La porte d'entrée, en anse de panier, est surmontée d'un entablement et d'un fronton cintré à coquille. Les embrasements de l'arc sont ornés de dix-sept médaillons d'où apparaissent les bustes des douze Apôtres sur les côtés (le Christ est au centre). À droite du Christ, et de haut en bas se trouvent Pierre, Jean, Jacques le Majeur, André, Thomas, et peut-être Jacques le Mineur. Les quatre médaillons du bas ont pour thème la Mort.
Les stalles du XVIe siècle, de style gothique enrichies de décors « à l'Italienne », sont de Jean Goujon.
Une statue de Dieu le père trône sous un baldaquin, tandis que l'on peut admirer une Vierge en faïence émaillée de Luca della Robbia.

## La Belle au Bois dormant
Charles Perrault se serait inspiré de ce château pour le conte de la Belle au bois dormant. Ce conte sera repris par la suite par Walt Disney pour son film. Le château en contient une mise en scène, installée le long du chemin de ronde, grâce à un ensemble de statues de cire.

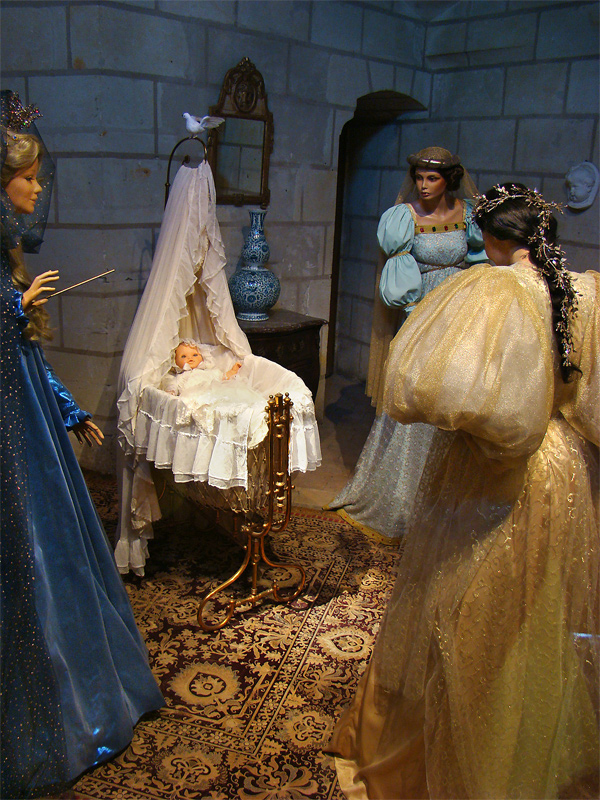
Les fées marraines se penchent sur le berceau de la princesse.
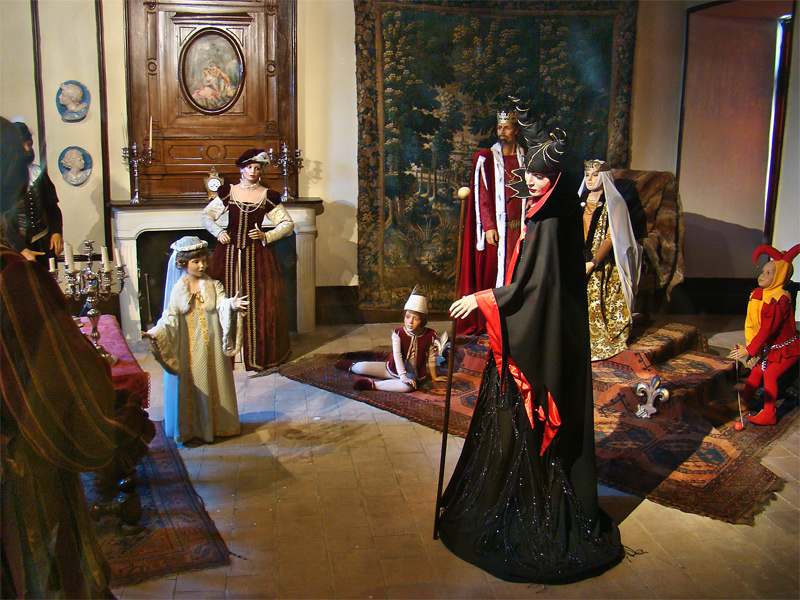
Scène de La Belle au Bois dormant.
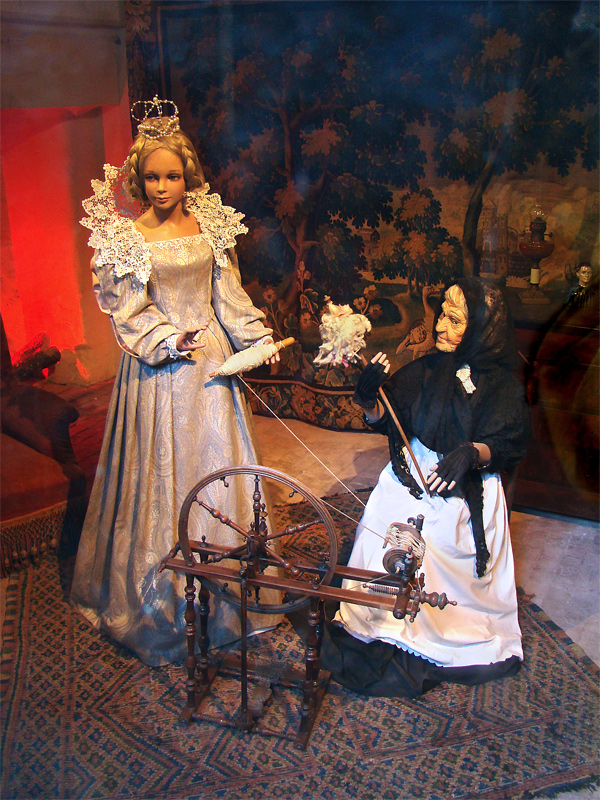
La princesse se pique le doigt au fuseau de la sourde.
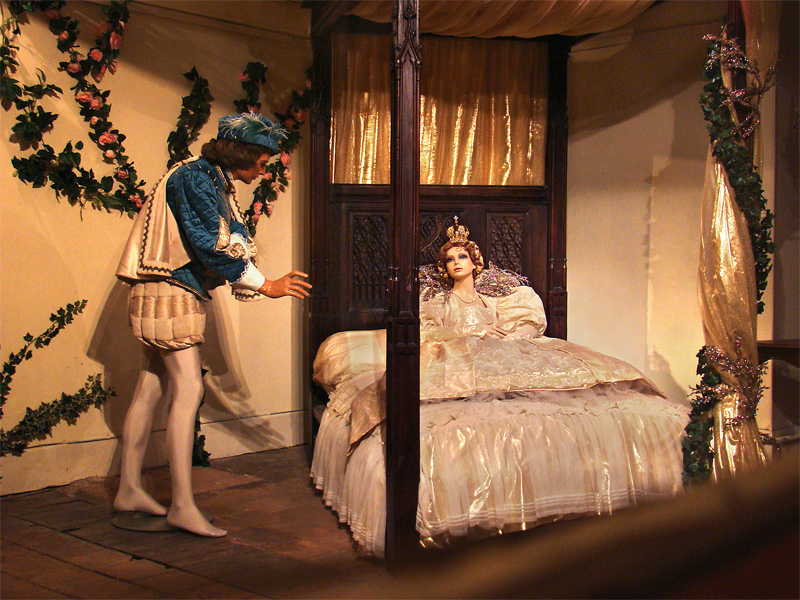
Le prince entre dans la chambre de la Belle au bois dormant.

## Les bâtiments du domaine

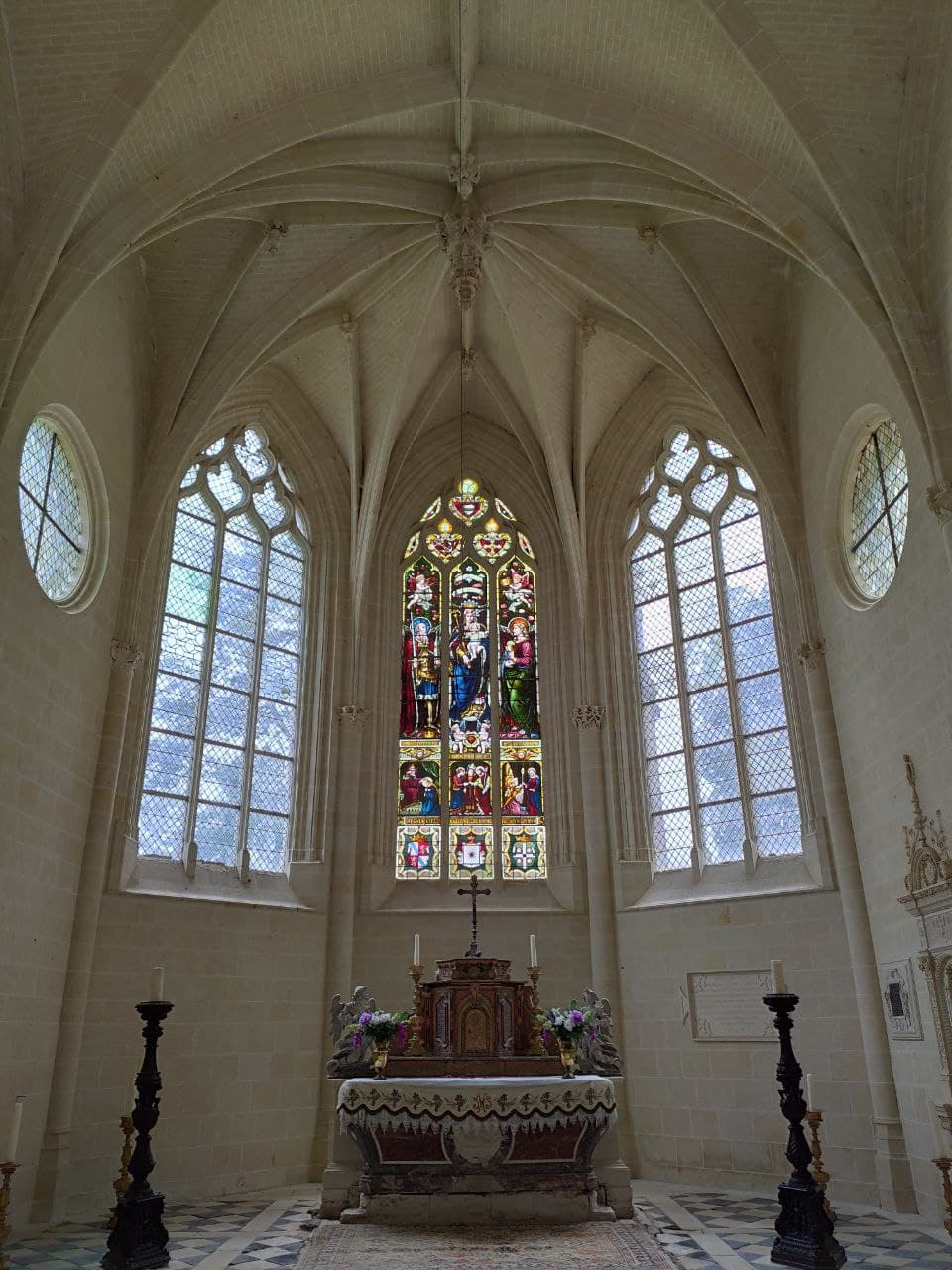
Intérieur de la chapelle.

Il existe sur le domaine du château d'Ussé :
- une chapelle[15] ;
- des écuries et une sellerie, avec une exposition d'attelage à chevaux ;
- le château et un pavillon ;
- les jardins[16] ;
- des caves ;
- une orangerie.

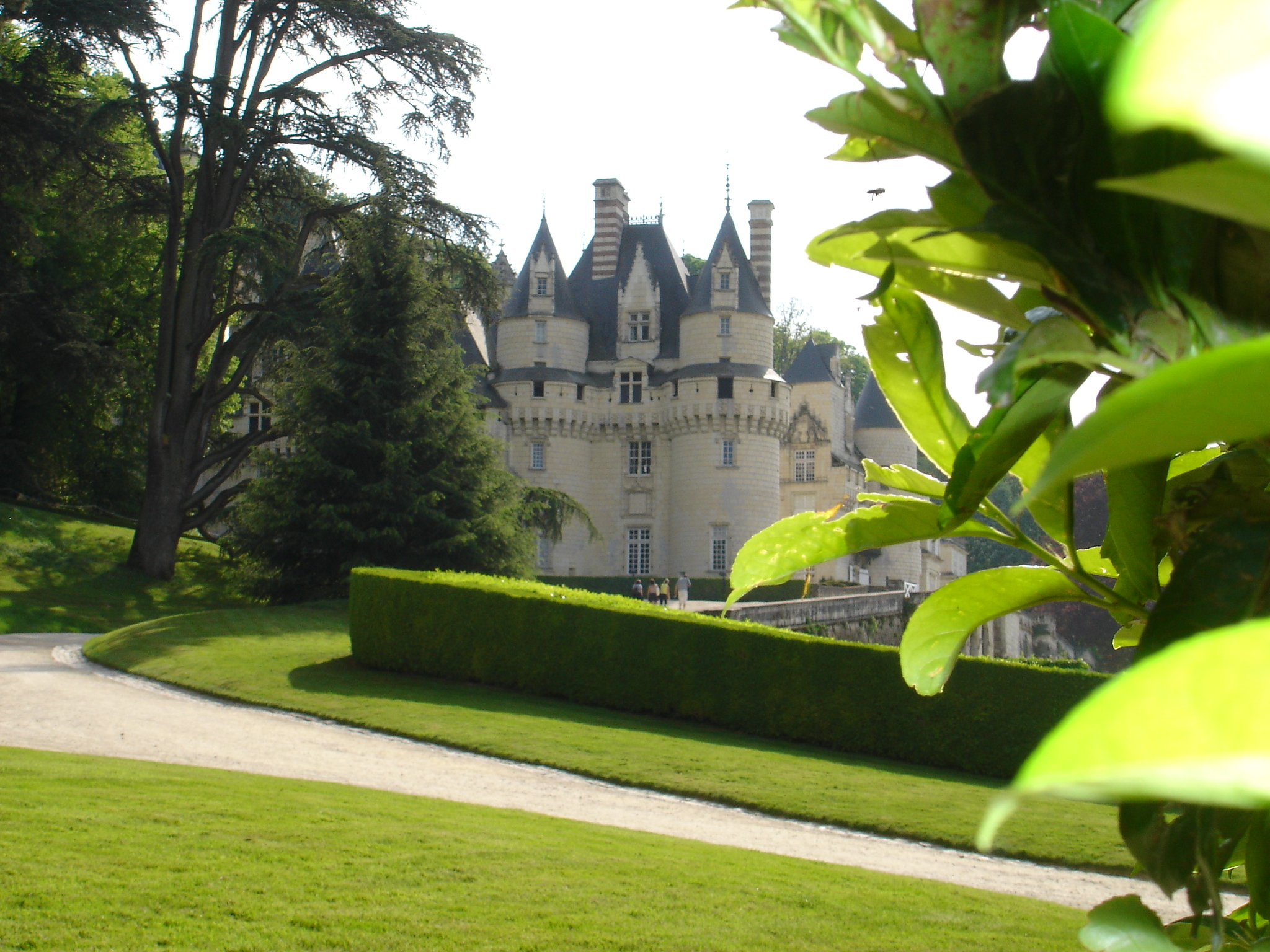
Le château vu de l'entrée des visiteurs.
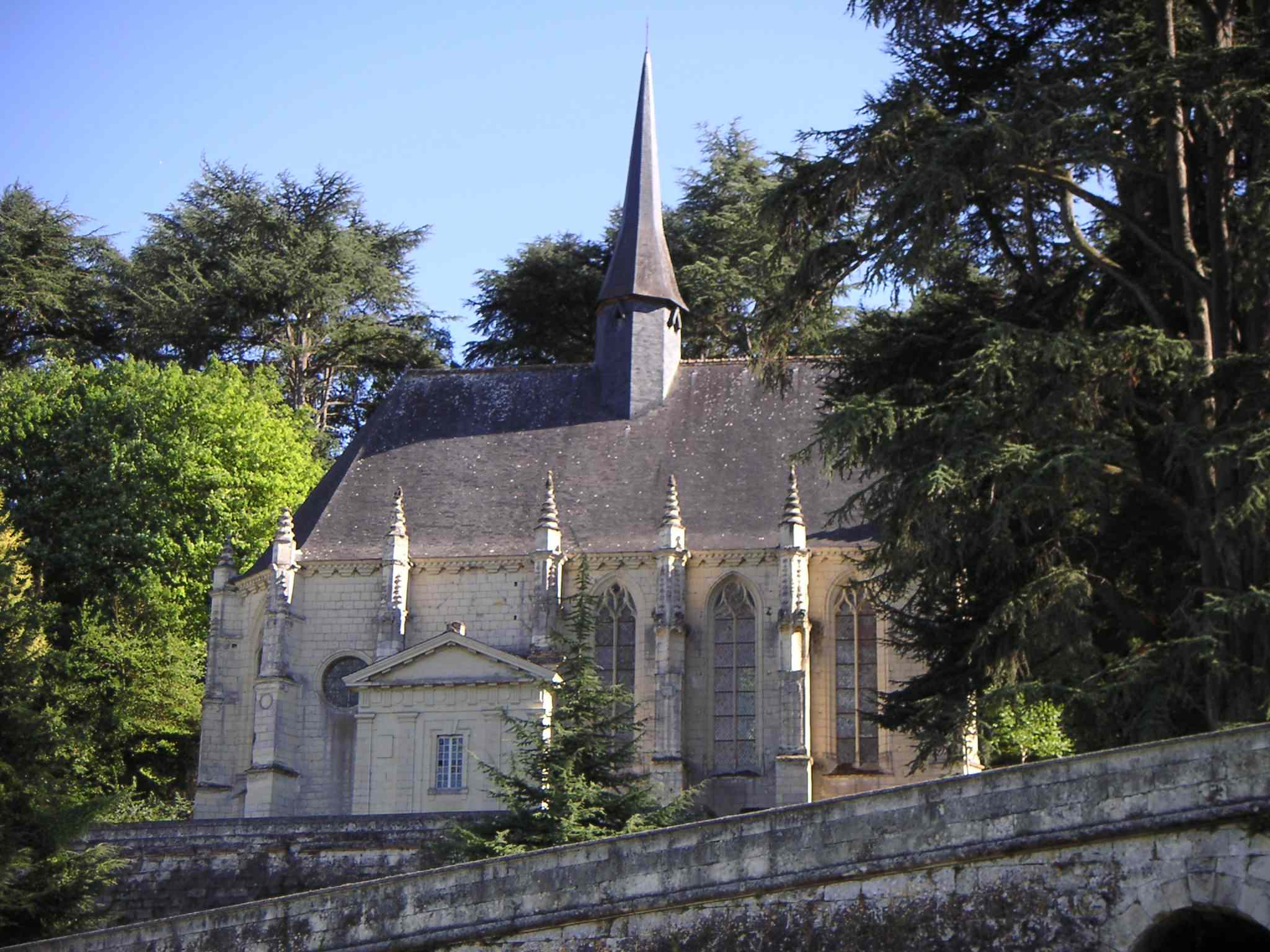
Vue de la chapelle du château d'Ussé.
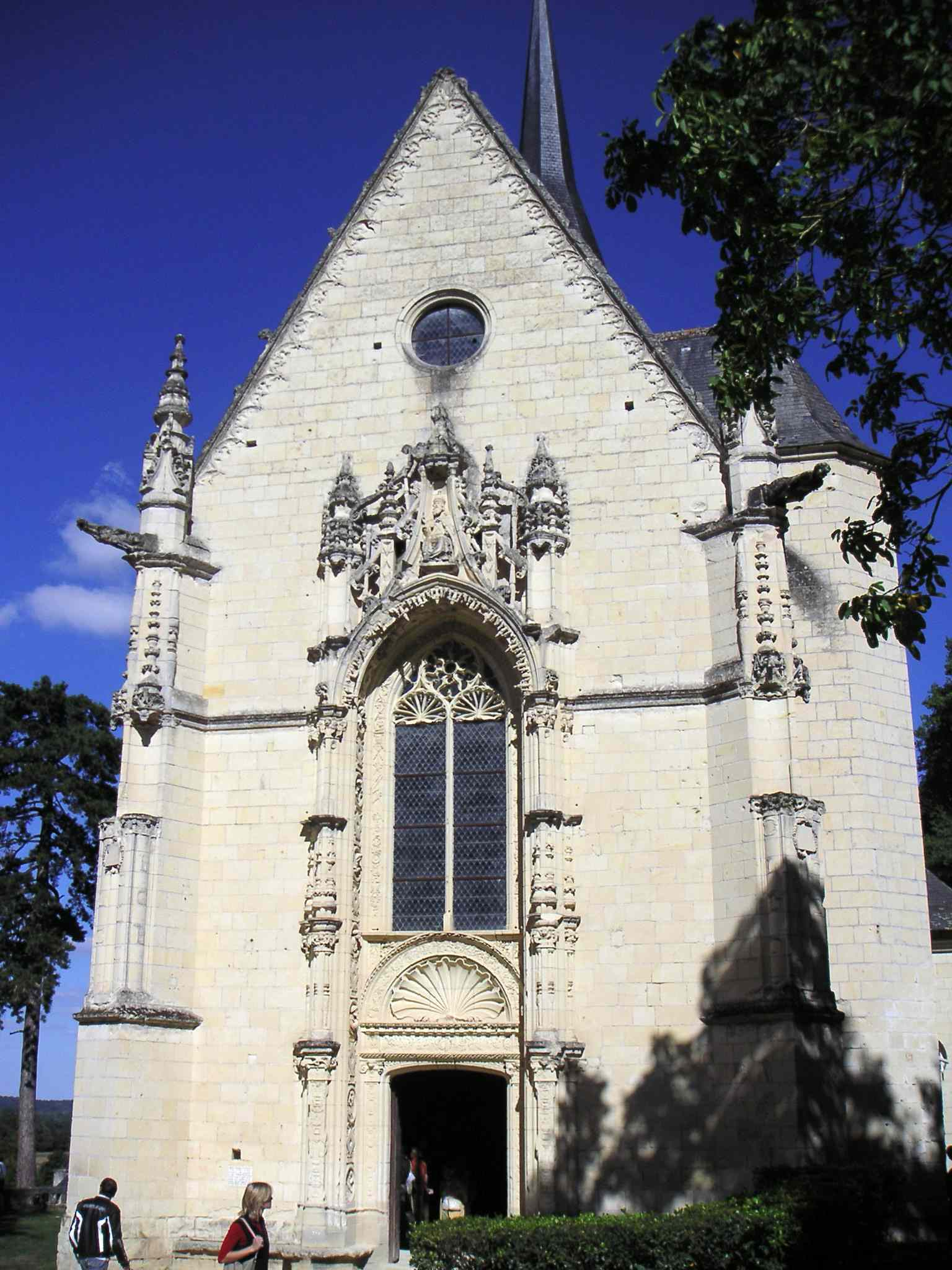
Façade de la chapelle du château d'Ussé.
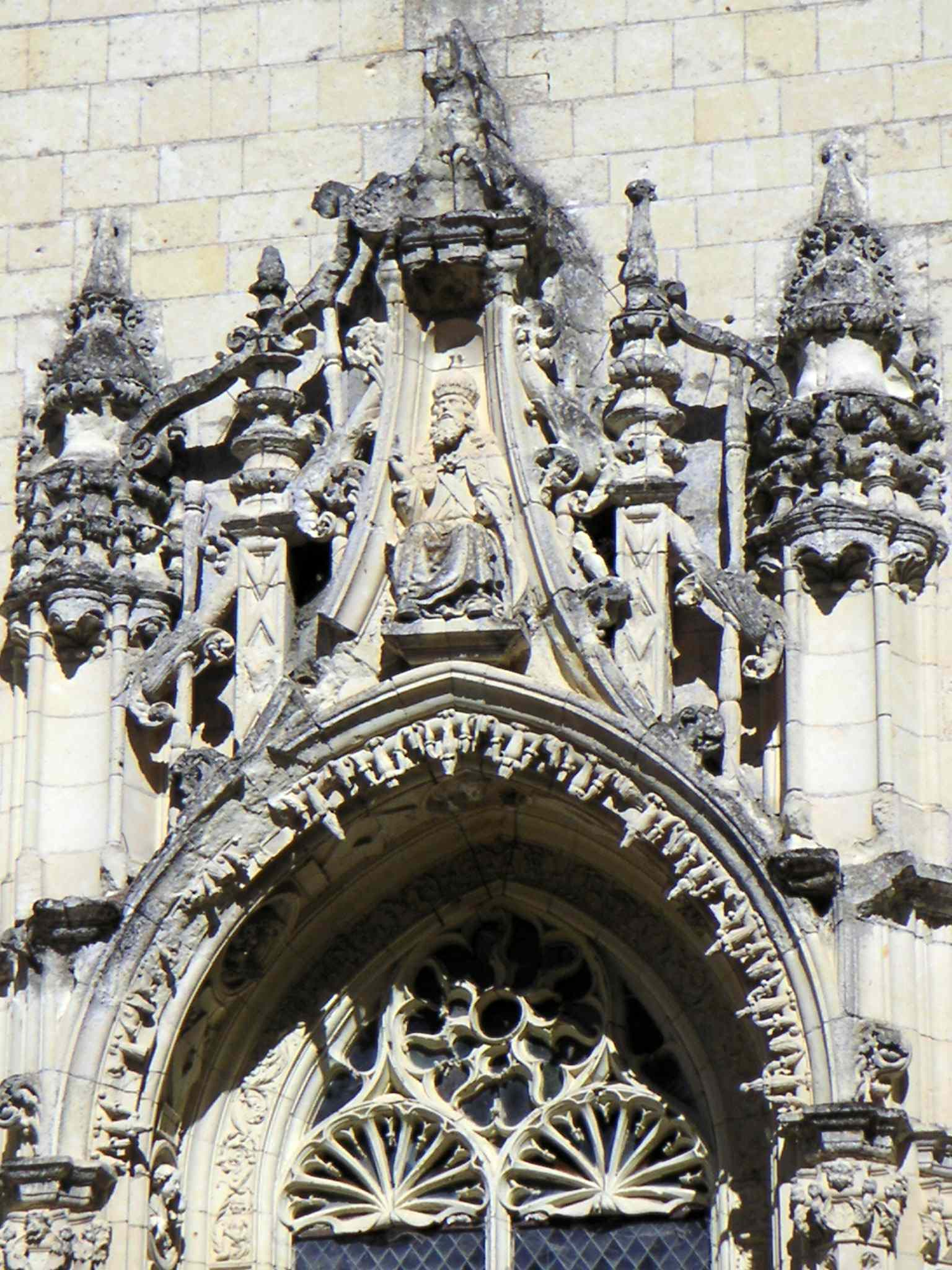
Détails du linteau de la chapelle du château d'Ussé.
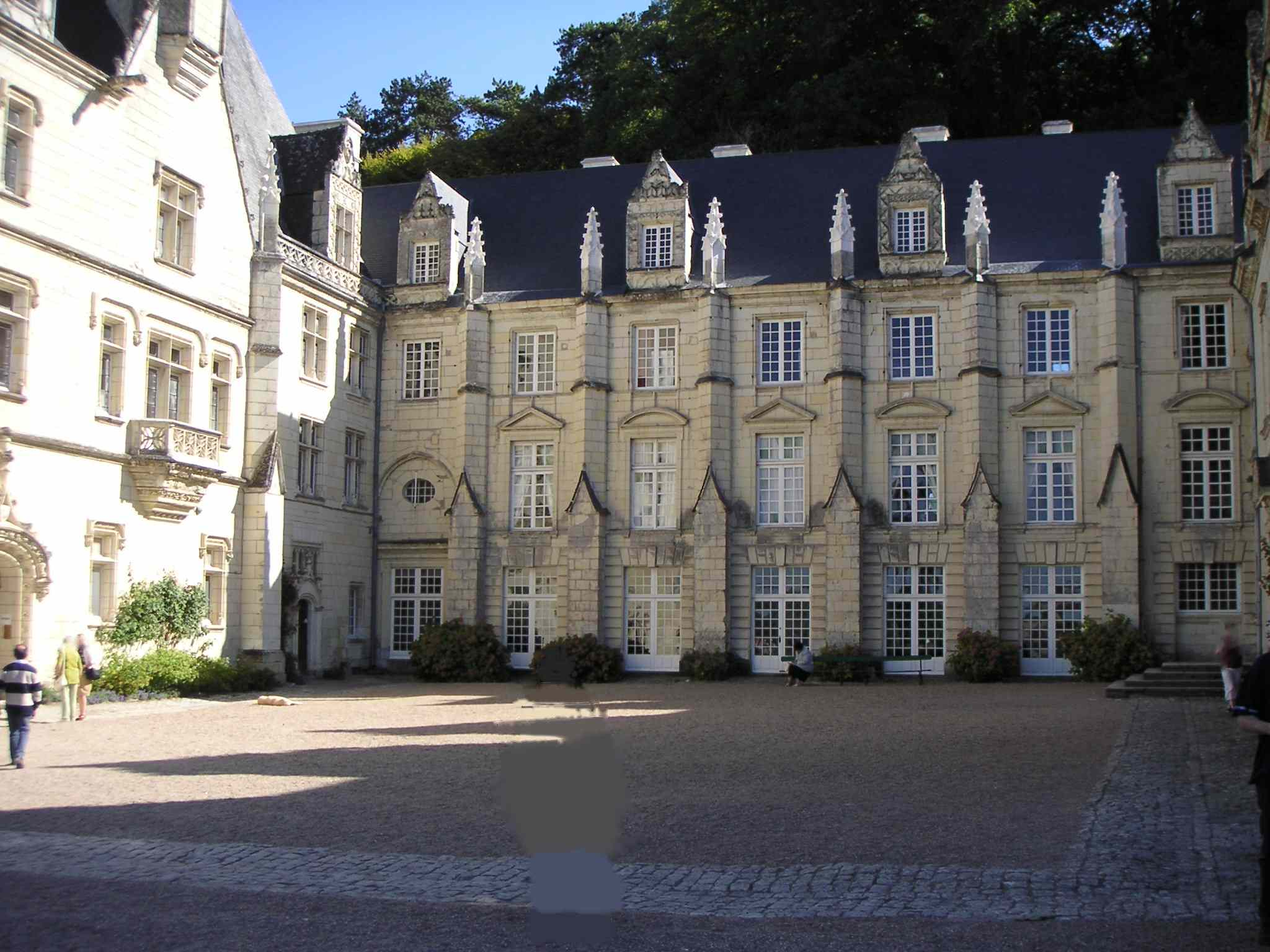
Cour intérieure du château d'Ussé.
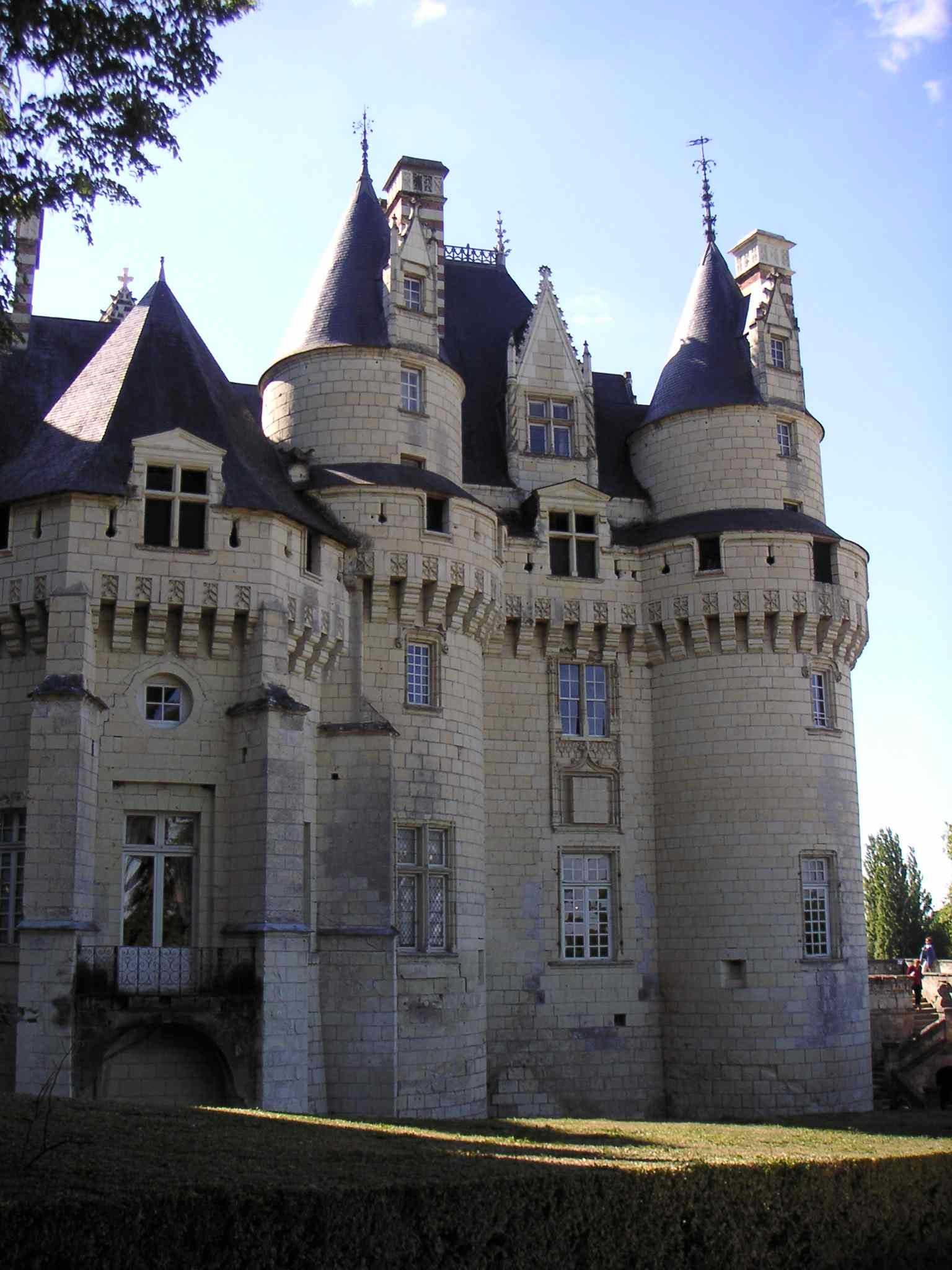
Vue du château d'Ussé.
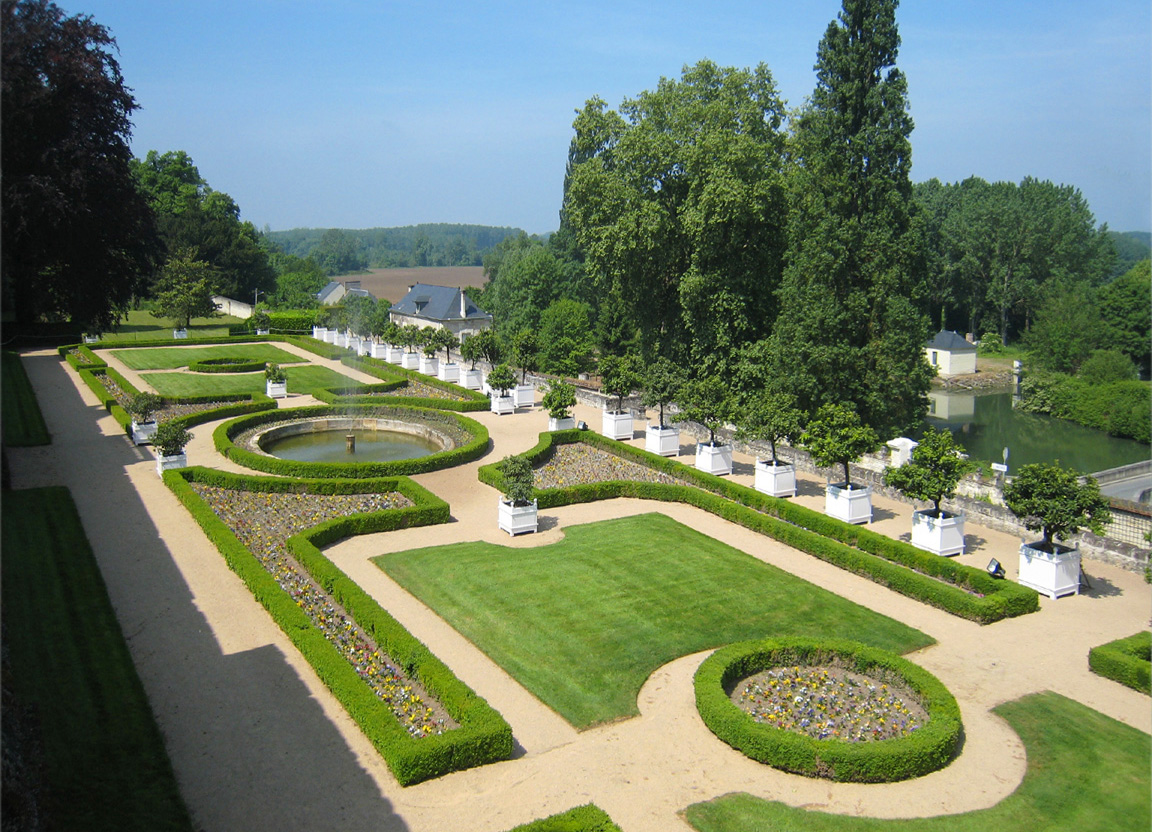
Les jardins à la française.

## Le château dans les arts et la culture

### Peinture
Le peintre Frank Myers Boggs a représenté le château dans la vue classique surplombant les jardins dans une aquarelle de 1912 passée en vente à Biarritz le 23 octobre 2016 (cf. reproduction couleur dans "La Gazette Drouot" no 35 du 14/10/2016, p. 178).

### Filmographie
Le château a servi de cadre en 2006 au film Aurore de Nils Tavernier, avec Carole Bouquet et François Berléand, et au clip "Noir ou Blanc" de Scorlyne et Francyrien en 2014.